# Susan Jolliffe Napier
Pour les articles homonymes, voir Napier.
Susan Jolliffe Napier, née le 11 octobre 1955, est professeur en langue et littérature asiatique à l’université Tufts aux États-Unis. Avant cela, elle était en poste à l’Université du Texas à Austin, au département langues et civilisations de l’Asie de l’Est de l’université Harvard (où elle a obtenu son doctorat), à Princeton et enfin à l’université de Londres. Elle est principalement connue pour ses ouvrages académiques sur les mangas et l’animation japonaise.
En 1991, elle publie son premier ouvrage Escape from the Wasteland: Romanticism and Realism in the Fiction of Mishima Yukio and Oe Kenzaburo, suivi par The Fantastic in Modern Japanese Literature: The Subversion of Modernity en 1996.
Susan Napier commence à s’intéresser au monde des mangas après qu’un étudiant lui a fait découvrir Akira. Elle regarde alors le film qui en est tiré, ce qui constitue le début d’une longue immersion dans l’animation japonaise aboutissant en 2001 sur la publication de l’ouvrage de référence Anime from Akira to Princess Mononoke: Experiencing Contemporary Japanese Animation (révisé et complété en 2005),. En 2007, son dernier livre From Impressionism To Anime: Japan As Fantasy And Fan Cult In The Western Imagination se veut une analyse du monde des otakus et des produits dérivés,.

## Publications

### Articles
- Liste des articles de S. J. Napier sur JSTOR
- Liste des articles sur Project Muse

### Livres
Liste exhaustive en 2010 :
- Susan J. Napier, TEscape from the wasteland : romanticism and realism in the fiction of Mishima Yukio and Oe Kenzaburo, Harvard Univ. Asia Center, 1995, 258 p. (ISBN 978-0-674-26181-5, lire en ligne)
- Susan J. Napier, The Fantastic in Modern Japanese Literature : The Subversion of Modernity, Routledge, 1996, 272 p. (ISBN 978-0-415-12458-4, lire en ligne).
- (en) Susan J Napier, The Worlds of Japanese Popular Culture : Gender, Shifting Boundaries and Global Culture (chapitre 5), Cambridge (GB), Cambridge University Press, 1998, 212 p. (ISBN 0-521-63128-9)
- Susan J. Napier, Anime from Akira to Howl’s Moving Castle : Experiencing Japanese Animation, Palgrave Macmillan, 2001 (réimpr. 2005), 384 p. (ISBN 978-1-4039-7052-7, lire en ligne)
- Susan J. Napier, From Impressionism to Anime : Japan as Fantasy and Fan Cult in the Mind of the West, Palgrave Macmillan, 2007, 272 p. (ISBN 978-1-4039-6214-0)